# Lista de consortes reais jordanianas
Esta é uma lista das mulheres que foram rainhas consortes do Reino Hachemita da Jordânia desde que o emirado foi elevado ao status de reino em 1949. Como todos os monarcas da Jordânia foram obrigados por lei a serem homens, nunca houve uma rainha reinante da Jordânia. 
É necessário que o rei dê a sua esposa o título de rainha consorte após sua adesão e seu casamento; caso contrário, ela tem apenas o título menor de princesa consorte. Apenas uma consorte jordaniana não deteve o título de rainha durante o casamento. 

## Consortes do Reino da Jordânia
| Nome                                                              | Retrato | Nascimento                                                                               | Cônjuge                                  | Morte                                    |
| ----------------------------------------------------------------- | ------- | ---------------------------------------------------------------------------------------- | ---------------------------------------- | ---------------------------------------- |
| Musbah bint Nasser 25 de maio de 194 –20 de julho de 1951         |         | 1884 filha de Amir Nasser Pasha eDilber Khanum                                           | Abdullah I 1904 3 filhos                 | 15 de março de 1961 (entre 76 e 77 anos) |
| Zein al-Sharaf Talal 20 de julho de 1951 – 11 de agosto de 1952   |         | 2 de agosto de 1916 filha de Jamal 'Ali bin Nasser e Wijdan Shakir Pasha                 | Talal 27 de novembro de 1934 4 filhos    | 26 de abril de 1994 (77 anos)            |
| Dina bint 'Abdu'l-Hamid 19 de abril de 1955 – 24 de junho de 1957 |         | 15 de dezembro de 1929 filha de Abdul-Hamid bin Muhammad Abdul-Aziz Al-Aun e Fahria Brav | Hussein 18 de abril de 1955 1 filha      | 21 de agosto de 2019 (89 anos)           |
| Muna al-Hussein 25 de maio de 1961 – 21 de dezembro de 1972       |         | 25 de abril de 1941 filha de Walter Percy Gardiner e Doris Elizabeth Sutton              | Hussein 25 de maio de 1961 4 filhos      |                                          |
| Alia al-Hussein 24 de dezembro de 1972 – 9 de fevereiro de 1977   |         | 25 de dezembro de 1948 filha de Sayyid Bahauddin Toukan e Hanan Hashim                   | Hussein 24 de dezembro de 1972 3 filhos  | 9 de fevereiro de 1977 (28 anos)         |
| Noor al-Hussein 15 de junho de 1978 – 7 de fevereiro de 1999      |         | 23 de agosto de 1951 filha de Najeeb Halaby e Doris Carlquist                            | Hussein 15 de junho de 1978 4 filhos     |                                          |
| Rania al-Abdullah 7 de fevereiro de 1999 – presente               |         | 31 de agosto de 1970 filha de Faisal Sedki Al-Yassin e Ilham Yassin                      | Abdullah II 10 de junho de 1993 4 filhos |                                          |